# Miracle on Evergreen Terrace
Miracle on Evergreen Terrace är det tionde avsnittet av den nionde säsongen av TV-serien Simpsons. Det sändes första gången den 21 december 1997. I avsnittet på juldagsmorgonen stiger Bart upp tidigare än de andra i familjen för att öppna sina julklappar, men råkar starta en eld som smälter samman julgranen (av plast) med presenterna. Han gräver smältdegen i trädgården och lurar familjen att de har haft inbrott. Springfields invånare tycker synd om dem och skänker dem pengar, vilket gör att Bart får dåligt samvete och tvingas erkänna sanningen för familjen. Kent Brockman och kameramännen avslöjar också sanningen, vilket gör invånarna rasande av att ha blivit lurade att skänka pengar till familjen och tar alla deras möbler.